# Duttaphrynus
Duttaphrynus Frost, Grant, Faivovich, Bain, Haas, Haddad, de Sá, Channing, Wilkinson, Donnellan, Raxworthy, Campbell, Blotto, Moler, Drewes, Nussbaum, Lynch, Green, and Wheeler, 2006 è un genere di anfibi Anuri della famiglia Bufonidae.

## Tassonomia
Precedentemente le specie erano inserite nel genere Bufo. Alcuni autori  considerano alcune specie (D. dhufarensis, D. hololius, D. olivaceus, D. stomaticus) nel genere Firouzophrynus, qui considerato sinonimo.
Appartengono al genere le seguenti specie:
- Duttaphrynus beddomii (Günther, 1876)
- Duttaphrynus bengalensis (Daudin, 1802)
- Duttaphrynus brevirostris (Rao, 1937)
- Duttaphrynus chandai Das, Chetia, Dutta, and Sengupta, 2013
- Duttaphrynus crocus (Wogan, Win, Thin, Lwin, Shein, Kyi, and Tun, 2003)
- Duttaphrynus dhufarensis (Parker, 1931)
- Duttaphrynus himalayanus (Günther, 1864)
- Duttaphrynus hololius (Günther, 1876)
- Duttaphrynus kiphirensis (Mathew and Sen, 2009)
- Duttaphrynus kotagamai (Fernando and Dayawansa, 1994)
- Duttaphrynus mamitensis (Mathew and Sen, 2009)
- Duttaphrynus manipurensis (Mathew and Sen, 2009)
- Duttaphrynus melanostictus (Schneider, 1799)
- Duttaphrynus microtympanum (Boulenger, 1882)
- Duttaphrynus mizoramensis (Mathew and Sen, 2009)
- Duttaphrynus nagalandensis (Mathew and Sen, 2009)
- Duttaphrynus noellerti (Manamendra-Arachchi and Pethiyagoda, 1998)
- Duttaphrynus olivaceus (Blanford, 1874)
- Duttaphrynus pageoti (Bourret, 1937)
- Duttaphrynus peninsularis (Rao, 1920)
- Duttaphrynus scaber (Schneider, 1799)
- Duttaphrynus silentvalleyensis (Pillai, 1981)
- Duttaphrynus stomaticus (Lütken, 1864)
- Duttaphrynus stuarti (Smith, 1929)
- Duttaphrynus sumatranus (Peters, 1871)
- Duttaphrynus totol (Ohler, 2010)
- Duttaphrynus valhallae (Meade-Waldo, 1909)
- Duttaphrynus wokhaensis (Mathew and Sen, 2009)